# Université privée Antenor-Orrego
L'université privée Antenor Orrego (en espagnol : Universidad Privada Antenor Orrego), connue également sous le sigle UPAO, est une université privée située au Pérou. Elle fut créée le 26 juillet 1988 à Trujillo par la loi du Congrès de la République. Elle prend son nom en hommage au célèbre philosophe péruvien, Antenor Orrego, qui était originaire de la ville de Trujillo.

## Organisation
Depuis sa fondation, l'université privée Antenor Orrego a toujours fait preuve d'un caractère social. Contrairement aux autres institutions privées, les biens universitaires n'ont aucun propriétaire et sont donc réinvestis au profit de l'université[réf. nécessaire]. 
Les organismes de direction sont composés de :
- Assemblée universitaire
- Conseil universitaire
- Le recteur
- Les vice-recteurs
- Les neuf doyens
- Le directeur de l'École de post-gradués

## Facultés
| Faculté                         | École professionnelle                                                                                    |
| ------------------------------- | --- |
| Architecture, Urbanisme et Arts | Architecture                                                                                             |
| Sciences Agricoles              | Génie Agronome Médecine vétérinaire                                                                      |
| Sciences de la Communication    | Communication                                                                                            |
| Sciences Économiques            | Administration Économie et Finances Comptabilité                                                         |
| Sciences de la Santé            | Soins Infirmiers Obstétrique                                                                             |
| Droit et Sciences Politiques    | Droit |
| Médecine Humaine                | Médecine Stomatologie Psychologie                                                                        |
| Éducation et Humanités          | Éducation Maternelle Éducation Élémentaire                                                               |
| Génie                           | Génie Civil Génie Électronique Génie Informatique Génie Logiciel Génie des télécommunications et réseaux |